# Chepe Fortuna
Chepe Fortuna es una telenovela colombiana, perteneciente al género de comedia costumbrista, producida por RCN Televisión entre los años 2010 y 2011.
Está protagonizada por Javier Jattin y Taliana Vargas; y con las participaciones antagónicas de Pedro Palacio, Kristina Lilley, Susana Rojas, Luigi Aycardi, Gerardo Calero, Omeris Arrieta y la primera actriz Margalida Castro. Contó además con las actuaciones estelares de los primeros actores Consuelo Luzardo, Judy Henríquez y Carlos Muñoz, junto a Rodrigo Candamil, Lorna Cepeda, Mabel Moreno (quien después fue reemplazada por Catalina Londoño), Adriana Ricardo y Paula Castaño.

## Sinopsis
José "Chepe" Fortuna es un joven pescador y líder del barrio "El Tiburón" que sueña con ser alcalde para sacar a su gente de la pobreza y darles un mejor futuro. Niña Cabrales es una dulce y hermosa señorita descendiente de una de las más importantes y adineradas familias de la costa colombiana, quien regresa de España y tiene la intención de llevar a cabo varios proyectos de tipo ecológico, además de ayudar a los pescadores del barrio "El Tiburón". Aunque ambos no se conocen personalmente, ambos sueñan mutuamente el uno con el otro. Chepe además, nació con el don de interpretar los sueños de la gente, pero con los suyos nunca ha podido saber su significado. Dicha conexión entre Niña y Chepe se remonta quince años atrás cuando el barco en el que viajaban Niña y su padre naufraga, el abuelo de Chepe logra salvar a Niña de morir ahogada pero el padre de ésta muere, al igual que el abuelo de Chepe a causa de una herida que se provoca para salvar a Niña.
Cuando Niña regresa de su viaje se encuentra con el proyecto de la ampliación de la naviera el Anklar del cual son dueños las familias Conrado y Cabrales, para ello buscan desalojar a los habitantes del barrio "El Tiburón" a como dé lugar sin importarles su suerte. Cuando Chepe y los integrantes del barrio "El Tiburón" se disfrazan de tiburones como muestra de rechazo ante la ampliación del puerto, Aníbal Conrado el prometido de Niña, hiere a Chepe con un arpón dejándolo gravemente herido e incapacitado para seguir pescando.
Debido a su discapacidad Chepe es contratado por Alfonsina Pumarejo, una mujer soltera que vive frente a la casa de los Cabrales, quien vive en una constante lucha con la arrogante abuela de Niña; Úrsula Lacouture Infante de Cabrales, una mujer clasista, racista y manipuladora quien detesta a los habitantes del barrio "El Tiburón" por creerlos inferiores. Alfonsina le toma gran cariño a Chepe y lo apoya para cumplirle su sueño de ser alcalde de la ciudad y empieza refinarlo.
La cercanía entre Chepe y Niña hace que inicie una historia de amor, marcada por las contiendas políticas, los sueños populares, los intereses económicos y las disparatadas situaciones que unirán a los potentados de la familia Cabrales, con los pobres pescadores de "El Tiburón".
Aníbal Conrado, un hombre ruin, narcisista, cruel y candidato a la alcaldía de la localidad se convertirá en el principal obstáculo de Chepe Fortuna, no sólo en su objetivo de convertir su ciudad en un lugar con más equidad social, sino también en el de casarse con la joven Cabrales; a quien Aníbal solo quiere para quedarse con el dinero que tiene como herencia.
Aníbal, se alía con Yadira una joven asolapada y eterna enamorada de Chepe; Quien además asesina a su padrino para que la deje estar con el hombre que ella supuestamente ama. Fruto de esa alianza macabra, Yadira queda embarazada, haciéndole creer a Chepe que el niño que espera es suyo logrando de esta manera separar a Chepe de Niña. La felicidad de esta pareja no solamente acabó cuando se separaron, sino cuando Alfonsina muere en un accidente ordenado por los socios de los Conrado, mientras que Úrsula queda gravemente herida siendo finalmente asesinada por Malvina. Paralelamente, Niña se entera de que está embarazada de Chepe, pero decide no contarle nada y decir que el hijo es de Aníbal, quien es amante de Malvina; La ambiciosa y perversa madre de Niña quien odia a su propia hija y hará todo lo que este en sus manos para arrebatarle su felicidad y separarla de Chepe.
Después de todo lo que pasó en Colombia, Niña se casa con Aníbal y se va a vivir junto con su familia a Miami, dejando a Aníbal a cargo de la naviera Anklar; Quien finge querer a los niños pero a espaldas de Niña junto a Malvina los maltrata.
Mientras tanto, Chepe pasa 7 años en la cárcel acusado injustamente de tráfico de personas. En la cárcel, Chepe conoce a unas transexuales de las cuales se hace amigo, ellas lo ayudan a protegerse en la cárcel y ayudarlo de vez en cuando, pero aun así, Chepe es apuñalado pero por Fortuna logra sobrevivir.
7 años después cuando Los Cabrales regresan y Chepe sale de la cárcel, se reencuentra con su padre Samir, el cual junto con ayuda de Chepe compran unas casas en el barrio "El Manglar" por lo que ahora, los integrantes del barrio el Tiburón y los Cabrales son vecinos.
Al tener el 51% de las acciones de la Naviera Anklar heredadas por Alfonsina, Chepe Hace una reunión extraordinaria, y pone a Niña como presidenta de la Naviera, Tiempo después Chepe se postula para la alcaldía y hace la llamada "Operación Sabañón" lo cual le recuerda a los ricos como los Conrado que sin los pobres la ciudad no funcionaria; gracias a esto, Chepe gana las elecciones.
Yadira, la esposa de Chepe es condenada a 20 años de prisión por matar al "Guajiro" y no entregarse a tiempo, 2 meses después, los Conrado sufren las consecuencias de la alcaldía de Chepe, a lo cual deciden irse de Colombia, pero antes de que eso pasara regresa Herlinda, la media hermana de Chepe y Aníbal, y acusa a los Conrado de tráfico de personas, los Conrado son encerrados junto al "Paisa" y Venezuela.
Después de eso, tristemente Colombia muere de cáncer, y gracias a esto Don Jeremías vuelve en si, Niña y Chepe se comprometen, y se casan junto con "la Celosa", que se casa con "el Bellaco", También Milagros que se casa con Chipi Chipi, y Reina Carolina con Lucas. La sirenita y el pescador de sueños finalmente logran ser feliz juntos, dando un si nuevamente, esta vez en la iglesia, en las escenas finales se puede observar el matrimonio de éstas parejas junto con la huida de Yadira con Manaure y la muerte de Bárbara con Perfecta en una persecución policial.

## Elenco
- Javier Jattin es José "Chepe" Fortuna / José "Chepe" Nasser Fortuna
- Taliana Vargas es Niña Cabrales Samper de Fortuna
- Pedro Palacio es Aníbal Conrado "El Hombre Honrado" / "El Caremango"
- Kristina Lilley es Malvina Samper, Vda. de Cabrales
- Susana Rojas es Yadira Cienfuegos "La Muda"
- Carlos Muñoz es Jeremías Cabrales
- Consuelo Luzardo es Alfonsina Pumarejo "La Come Negros"
- Margalida Castro es Úrsula Eloísa Lacouture Infante de Cabrales "La Generala" / Bárbara Von Braun Lacouture Infante Vda. de Vonbraiha "La Tía Hitler"
- Judy Henríquez es Josefa Fortuna "Doña Jose"
- Lorna Cepeda es Petra de Meza "La Celosa"
- Rodrigo Candamil es Lucas De la Rosa "La Mariquita"
- Adriana Ricardo es Asunción Cabrales Lacouture de Ovalle
- Mile Vergara es Rosalía Cabrales Lacouture de Araujo
- Mabel Moreno es Reina Carolina Araujo Cabrales "La Carebagre" #1
- Catalina Londoño es Reina Carolina Araujo Cabrales de De la Rosa "La Carebagre" #2
- Paula Castaño es Milagros Ovalle Cabrales de Bolívar
- Camila Zarate es Herlinda Primera Conrado Fortuna "La Prepago"/Emilda Fortuna
- Florina Lemaitre es Perfecta de Conrado
- Luigi Aycardi es Francisco Antonio Londoño Jaramillo "El Paisa"
- Julio Meza es Julio Bolívar "Chipi Chipi"
- Vetto Gálvez es Aquilino Meza "El Bellaco"
- Rafael Cordozo es Moisés Ovalle
- Rosalba Goenaga es Colombia Castillo
- Omeris Arrieta es Venezuela Castillo
- Mónica Layton es Leyla Chamorro
- Gerardo Calero es Bruno Conrado
- Bruno Díaz es Padre Tito Rentería
- Juan Mauricio Julio es Monocuco
- Katty Rangel es Cindy Meza
- Mauricio Mejia es Felipe "Pipe" Daza
- Victoria Hernández es Doña Concha
- Luis Tamayo es Don Obdulio
- Obeida Benavides es Candelaria Bolívar
- Gustavo Angarita es Dr. Arcadio Rivero
- Moisés Rivillas es Comandante Oñate
- Roberto Cuello es "Caresusto"
- Jorge Monterrosa es "Pastelito"
- Ariel Hernández es Memo
- Sara Quintero es Reina Victoria De la Rosa Araujo
- Santiago Prieto es Joaquín Conrado Cabrales / Joaquín Fortuna Cabrales
- Alison García es Lucía Conrado Cabrales / Lucía Fortuna Cabrales
- Sebastián Parada es Manaure Fortuna Cienfuegos
- Néstor Alfonso Rojas es Rafael Acosta "El Guajiro"
- Elmis Reyes es Ruth
- Gina Vallecia es Niris
- Leopolda Rojas es Yade
- Alma Rodríguez es Marianela
- Julio del Mar es Cepeda
- Germán Quintero es Zamudio
- Alfonso Ortiz es Angulo
- Andrea Martínez es Carolina
- Alexandra Serrano es Ximena
- Myriam de Lourdes es Josefina "Pepa"  Gutiérrez de Piñeres
- María Irene Toro es "Cuca" Barraza
- María Cristina Gálvez es Encarnación
- Carolina Sabino es María del Pilar Jiménez "Marichully"
- Yaneth Waldman es Matilde, Vda. de De la Rosa
- Endry Cardeño es "La Motilona"
- Nicolás Cardoña es "La Bumbi"
- Juan Manuel Lenis es "La Chiqui"
- Abel Rodriguez es Samir Nasser
- Lorena Meritano es Minerva Samper
- Jenny Osorio es Alcira Estrada "La Caleña"
- Andrés Estrada es "Caliche"
- Astrid Jungito es Misia Delfina
- Mary Herrera Ortiz es La Bruja
- Rafael Leal es Carlos Mario
- Manuel Busquets es Dr. Urbina

## Índice de audiencia
Chepe Fortuna logró alcanzar altos niveles de índice de audiencia durante su emisión original, ingresando al top 10 de las producciones más vistas en la historia de la televisión privada en Colombia. Su estreno en el 2010 tuvo una audiencia de 38.9 (hogares) y 16.4 (personas), llegando de esta manera a registrar, durante el 2011, datos de hasta 40.6 (hogares) y 17.2 (personas). En ese mismo año, la telenovela contó con varios capítulos por encima de 40 puntos de índice de audiencia (20.5 en personas).
Cuando la historia se encontraba en sus últimos 3 meses de emisión, alcanzó los más altos picos de índice de audiencia: en mayo, por ejemplo, logró obtener un margen de índice de audiencia total de 46 puntos en hogares (21 puntos en personas).
El 30 de mayo, cuando comenzó su reemplazo (El Joe, la leyenda), marcó 47.9 puntos (21.2 en personas), el 1 de junio obtuvo 48.2 puntos (21.3 en personas), el 2 de junio puntuó 49.7 de índice de audiencia hogares con picos de inclusive 52 (22.6 en personas con picos de más de 24), y de ahí en adelante marcó un índice de audiencia de 48 puntos en hogares (21 puntos personas) entre el 2 y el 13 de junio. Su último capítulo marco 53.3 de índice de audiencia hogares (23.6 de índice de audiencia personas), convirtiéndose en el episodio final más visto de todos los tiempos en la era privada de la industria televisiva colombiana.
Según datos de Ibope Colombia, actualmente es la décima producción más vista desde que comenzó la televisión privada en dicho país, con un promedio de índice de audiencia de 38.7 (hogares), 16.3 (personas) y un share de 41.0%.

## Lugares de grabación
El 40% de la telenovela fue grabada en estudios de televisión durante 10 meses. Las grabaciones empezaron el 4 de noviembre de 2009 en los estudios de RCN Televisión en Bogotá, mientras que el restante 60% se realizó en las poblaciones de Santa Marta, Taganga, Ciénaga y Honda, Mariquita.

## Premios y nominaciones
| Año  | Categoría                   | Nominado(a)         | Resultado | Ref. |
| ---- | --------------------------- | ------------------- | --------- | ---- |
| 2011 | Telenovela favorita         | Telenovela favorita | Nominada  |      |
| 2011 | Actriz protagónica favorita | Taliana Vargas      | Ganadora  |      |
| 2011 | Actor protagónico favorito  | Javier Jattin       | Ganador   |      |
| 2011 | Actriz antagónica favorita  | Kristina Lilley     | Ganadora  |      |
| 2011 | Actor antagónico favorito   | Pedro Palacio       | Ganador   |      |
| 2011 | Actriz de reparto favorita  | Judy Henríquez      | Nominada  |      |
| 2011 | Actor de reparto favorito   | Carlos Muñoz        | Ganador   |      |

| Predecesor: Rosario Tijeras | RCN Televisión 26 de julio de 2010 - 13 de junio de 2011 | Sucesor: El Joe, La Leyenda |